# Laura Samojłowicz
Laura Samojłowicz (Hamburg, 14 februari 1985) is een Pools actrice.